# 프랜시스 우조호
프랜시스 오디나카 우조호(영어: Francis Odinaka Uzo, 1998년 10월 28일 ~ )는 나이지리아의 프로 축구 선수로 현재 키프로스 1부 리그 클럽 오모니아와 나이지리아 국가대표팀에서 골키퍼로 활약하고 있다.

## 구단 경력

### 초창기 경력 및 데포르티보 라코루냐
은반겔레에서 태어난 우조호는 2013년 14세의 나이로 아스파이어 아카데미의 세네갈 지부에 들어갔고, 처음에는 공격수였고, 12세의 나이에 "너무 느리다"는 평가를 받은 후 골키퍼로 전향했다. 2016년 바르셀로나에서 열린 대회에서 인상을 남긴 후, 그는 데포르티보 라코루냐의 후베닐 팀에 합류했다.
연령 규정에 따라 우조호는 2017년 1월에 데포르와 계약을 맺을 수 있게 되었고, 계약 직후 1군에서 훈련을 시작했다. 2017-18 시즌을 앞두고 데포르티보 파브릴로 승격된 그는 9월 10일, 3-0으로 이긴 레알 마드리드 카스티야와의 세군다 디비시온 B 안방 경기에 선발 출전하며 성인 무대 데뷔 전을 치렀다.
우조호는 2017년 10월 15일, 0-0으로 비긴 에이바르와의 원정 경기를 시작으로 라리가 데뷔 전을 치렀다. 18세 352일의 나이로 라리가 무대에 데뷔한 최연소 외국인 골키퍼가 되었고, 이는 레알 마드리드의 아슈라프 하키미에 이어 두 번째로 어린 선수가 되었다.
2018년 8월 24일, 우조호는 세군다 디비시온의 엘체 CF로 1년간 임대되었고, 3시즌 재계약을 체결했다. 2019년 2월, 그는 2019년 아프리카 네이션스컵을 앞두고 더 많은 1군 축구를 찾기 위해 키프로스의 아노르토시스 파마구스타로 임대되었다.
구단 데뷔 후, 그의 건강 진단서에 대한 우려가 제기되었고, 그 결과 아노르토시스 파마구스타는 9점이 감점되었고, 그들은 항소했다. 비록 그의 개인적인 벌금인 1경기 출전 금지와 1,000유로의 벌금에 대한 우조호의 항소는 성공했지만, 구단의 감점 항소는 기각되었다.
2019년 7월, 그는 이번에는 오모니아 소속으로 키프로스로 임대 복귀했다. 그는 국가대표팀에서 뛰는 동안 입은 심각한 부상으로 인해 제한된 경기에 출전했다.

### 키프로스로의 영구 이동
2020년 7월, 우조호는 아포엘로 3년 계약으로 영구 이적했지만, 이듬해 8월 방출되었고, 여름 이적 시장 마감일에 우조호는 오모니아에 3년 계약으로 합류했고, 이후 2027년까지 재계약했다.
2022년 10월 13일, 우조호는 유로파리그 올드 트래퍼드에서 열린 맨체스터 유나이티드와의 경기에서 활약한 것에 대해 찬사를 받았다. 오모니아는 늦은 골에 1-0으로 졌지만, 우조호는 이날 밤 12개의 세이브를 기록했다. 유로파리그 금주의 선수상과 세이브 오브 더 데이상 후보에 올랐다.
2023년 3월 나이지리아 피치 어워드에서 올해의 골키퍼로 선정되었다.
파비아노 프레이타스의 뒤를 이어, 주로 차순위 골키퍼로 평가받지만, 우조호는 2022년과 2023년에 오모니아와 함께 키프로스컵을 우승했다.

## 국가대표팀 경력

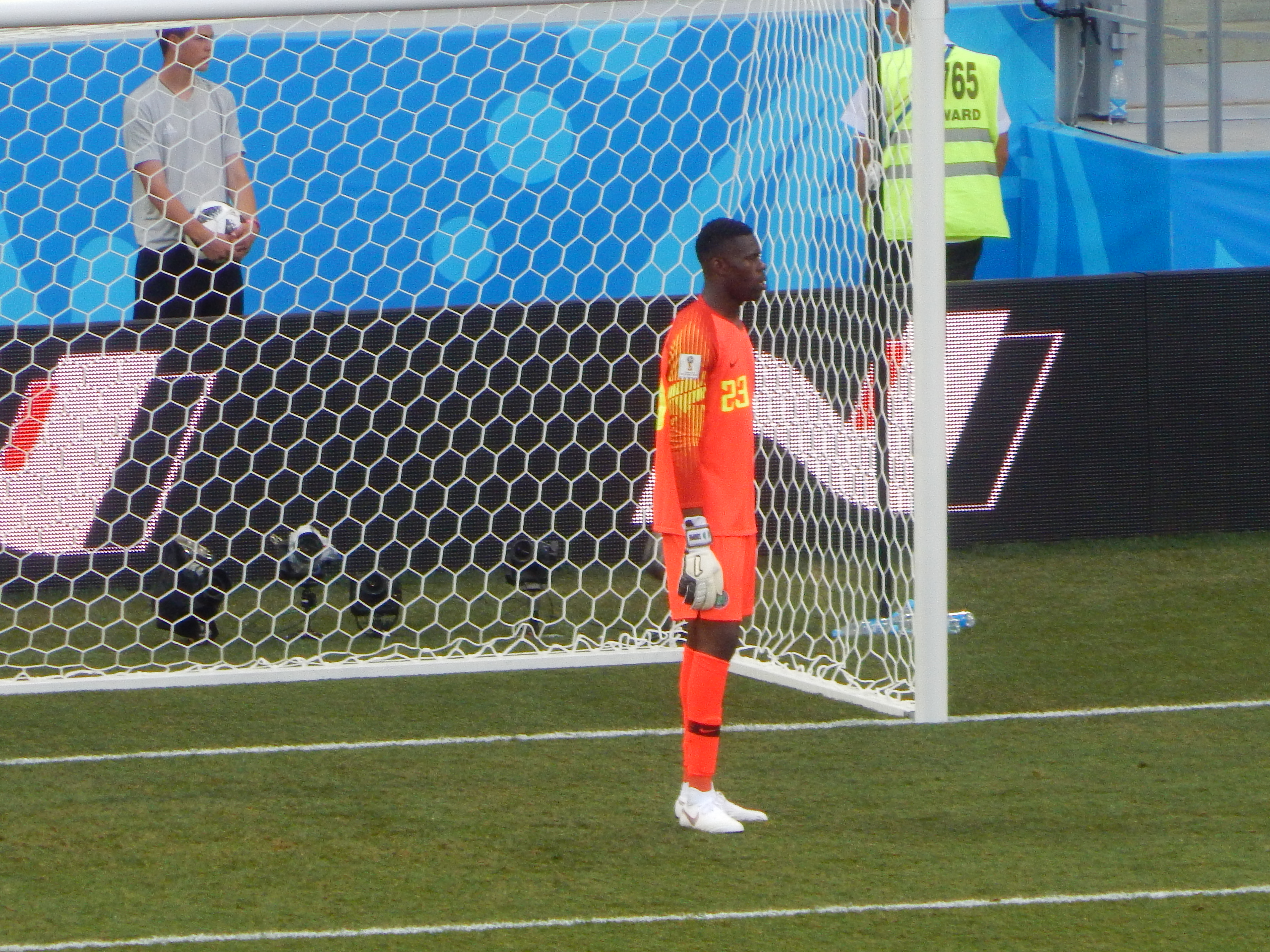
나이지리아와 2018년 FIFA 월드컵 아이슬란드 전 우조호

우조호는 2013년 FIFA U-17 월드컵에서 나이지리아 U-17 대표로 출전했다. 겨우 14살의 나이로, 그는 델레 알람파스의 즉시 백업 선수였다.
2017년 10월, 우조호는 나이지리아 국가대표팀에 처음으로 차출되었고, 11월 14일, 4-2로 이긴 아르헨티나와의 친선 경기에서 대니얼 아크페이와 교체되어 국가대표팀 데뷔 전을 치렀다.
그는 러시아의 2018년 FIFA 월드컵에서 나이지리아의 23인 선수단에 이름을 올렸다. 그때까지 그는 나이지리아의 주전 골키퍼로 여겨졌다. 우조호는 토너먼트에서 그의 팀의 세 경기를 모두 선발로 출전했다.
그는 2018년 11월 부상으로 대표팀에서 물러났다. 그는 2019년 아프리카 네이션스컵에서 대표팀 선수였다. 우조호는 튀니지와의 3위전에서 나이지리아의 골문을 갈랐고, 그들은 승리했다.
2019년 10월 브라질과의 친선 경기에서 인대 부상을 당해 11월 수술을 받았다.
우조호의 부상과 최근의 활약으로 인해 2021년 아프리카 네이션스컵에서 백업 역할을 맡게 되었다. 유일한 대회 출전이었던 우조호는 조별 리그에서 기니비사우를 상대로 무실점을 기록했다. 그의 팀은 이후 16강에서 탈락했다.
2022년 3월 29일, 우조호는 가나와의 2022년 FIFA 월드컵 예선 전에서 나이지리아를 위해 골을 넣었다. 그는 가나를 대신한 실수가 골로 이어져 결국 팀의 월드컵 진출에 손실을 입혔기 때문에 그의 활약에 대해 비판을 받았다. 그는 "저는 카타르에 우리나라를 데려가고 싶었지만 오히려 그 반대였습니다"라고 언급하며 사과문을 제출했다. 앨릭스 이워비와 빈센트 에니에아마와 같은 국가대표 동료들과 전 국제 국가대표들은 우조호를 지지했다.
주제 페제이루로 신임 감독 하에서 우조호는 슈퍼 이글스의 주전 골키퍼 자리를 되찾았다. 그는 2023년 아프리카 네이션스컵 예선에서 나이지리아의 6경기 중 5경기에 출전하여 조 1위를 차지했다.